# Vue des toits de Paris
Vue des toits de Paris (néerlandais : Gezicht op de daken van Parijs) est un tableau de Vincent van Gogh (1853-1890) conservé au musée Van Gogh d'Amsterdam,. Cette petite huile sur toile, composée en mars-avril 1887, mesure 45,9 × 38,1 cm.

## Histoire
Lorsque Vincent van Gogh arrive à Paris en provenance de Nuenen, il s'installe en mars 1886 avec son frère Théo dans un appartement de la rue Laval, puis en juin 1886 dans un appartement plus grand au 54 de la rue Lepic à Montmartre. Les deux frères peuvent admirer la vue qui s'offre à eux de leurs fenêtres. Théo écrit ainsi : « Le plus merveilleux dans notre appartement, c'est que s'offre à nos yeux directement de nos fenêtres une vue exceptionnelle sur toute la ville et sur les collines de Meudon, de Saint-Cloud, etc., et aussi sur le ciel, qui paraît aussi immense que si l'on grimpait sur des dunes. Avec un ciel en constante évolution, la vue depuis les fenêtres en fait le thème d'œuvres innombrables, et quiconque la voit, conviendrait avec moi que l'on pourrait composer de la poésie à son sujet. » Vincent van Gogh admirait profondément cette vue.
Il existe aussi un dessin des vues des fenêtres de l'appartement, une esquisse à l'huile et une huile sur carton (collection privée) de cette même vue de la chambre de Vincent.

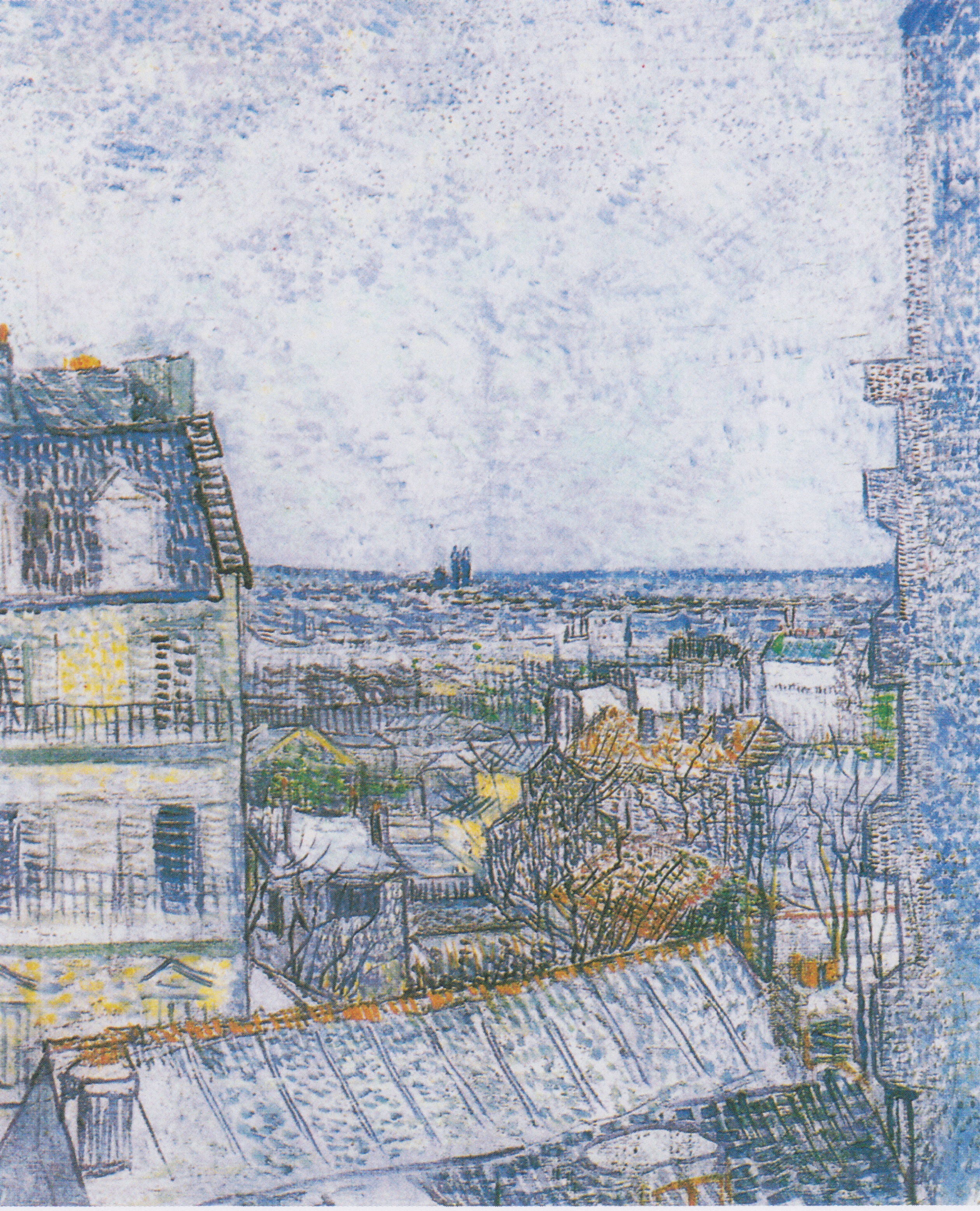
Vue des toits de Paris de la chambre de Vincent (coll. particulière, F 341a), huile sur carton, (printemps 1887)

Ce tableau a été décrit par Jacob Baart de la Faille sous le numéro 341. Une partie du tableau (notamment le mur de droite) est peinte selon la technique pointilliste.
Ce tableau est présenté à Paris à l'exposition « Les Hollandais à Paris 1789-1914 », au Petit Palais du 6 février 2018 au 18 mai 2018. Il est reproduit sur l'affiche de l'exposition.